# Estadio Mario Alberto Kempes
Das Estadio Mario Alberto Kempes, oder einfach Estadio Córdoba oder Estadio Olímpico de Córdoba, ist ein Fußballstadion mit Leichtathletikanlage im Stadtviertel Chateau Carreras der argentinischen Stadt Córdoba, Hauptstadt der gleichnamigen Provinz.

## Geschichte
Das Estadio Mario Alberto Kempes wurde von 1976 bis 1978 für die Fußball-Weltmeisterschaft 1978 errichtet. Aus deutscher Sicht ist das Stadion seit der WM mit der Schmach von Córdoba verbunden. Für die Copa América 2011 wurde es renoviert und erweitert. Das weitläufige Stadion mit flachen Tribünen wurde auf der Gegengeraden und in den Kurven mit steileren Rängen ausgestattet, was die Nähe zum Spielfeld und damit die Sicht auf das Spielgeschehen verbesserte. Das Stadion hatte seitdem eine Kapazität von 55.144 Plätzen, wovon 34.824 Sitz- und 20.320 Stehplätze sind. Heute bieten sich 57.000 Plätze im Rund.
Obwohl die in Córdoba beheimateten Fußballvereine CA Talleres, Instituto Atlético Central Córdoba, CA Racing und CA Belgrano über eigene Stadien verfügen, tragen sie wichtige Partien meist im größeren und komfortableren Estadio Mario Alberto Kempes aus.
Die argentinische Rugby-Union-Nationalmannschaft (Los Pumas) trug einige Spiele in Córdoba aus. Auch der Rugby-Union-Verband von Córdoba nutzte die Anlage jährlich für die entscheidenden Meisterschaftsspiele. In den Jahren 2006 und 2007 fand im Stadion jeweils eine Wertungsprüfung der Rallye Argentinien statt.
Am 21. Oktober 2010 wurde das Stadion zu Ehren des Fußballspielers Mario Alberto Kempes, Mitglied der Weltmeistermannschaft von 1978, umbenannt.
Ende Juni 2022 wurde das Endspiel der Copa Sudamericana 2022 wegen Terminschwierigkeiten vom Estádio Nacional de Brasília Mané Garrincha in Brasília nach Córdoba ins Estadio Mario Alberto Kempes verlegt. Die Partie findet am 1. Oktober des Jahres statt.

## Tribünen
Die vier überdachten Tribünen erhielten Namen berühmter Fußballer aus Córdoba.
- Tribuna norte Daniel Alberto Willington – Haupttribüne, Nord
- Tribuna sur Luis Fabián Artime – Gegentribüne, Süd
- Tribuna este Roberto Gasparini – Hintertorkurve, Ost
- Tribuna oeste Osvaldo César Ardiles – Hintertorkurve, West

## Galerie

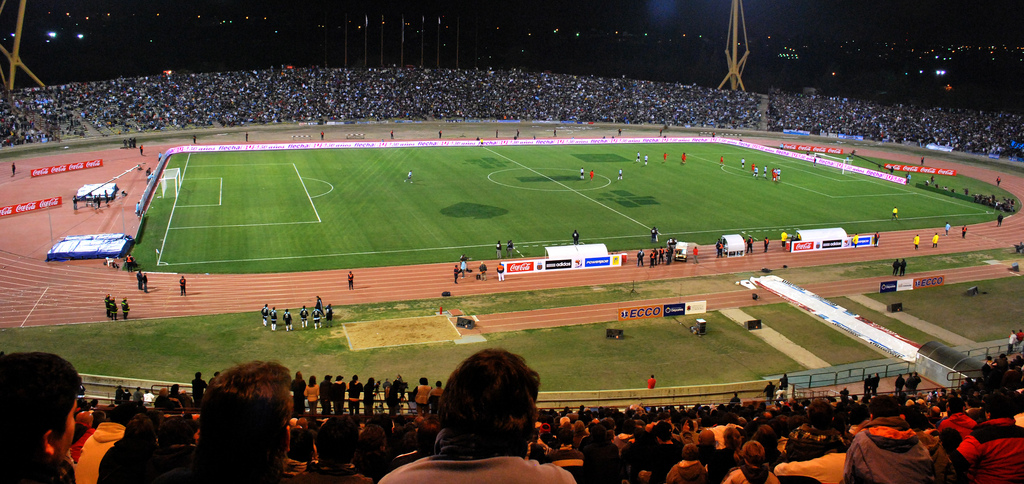
Länderspiel Argentinien – Ghana 2:0 am 30. September 2009
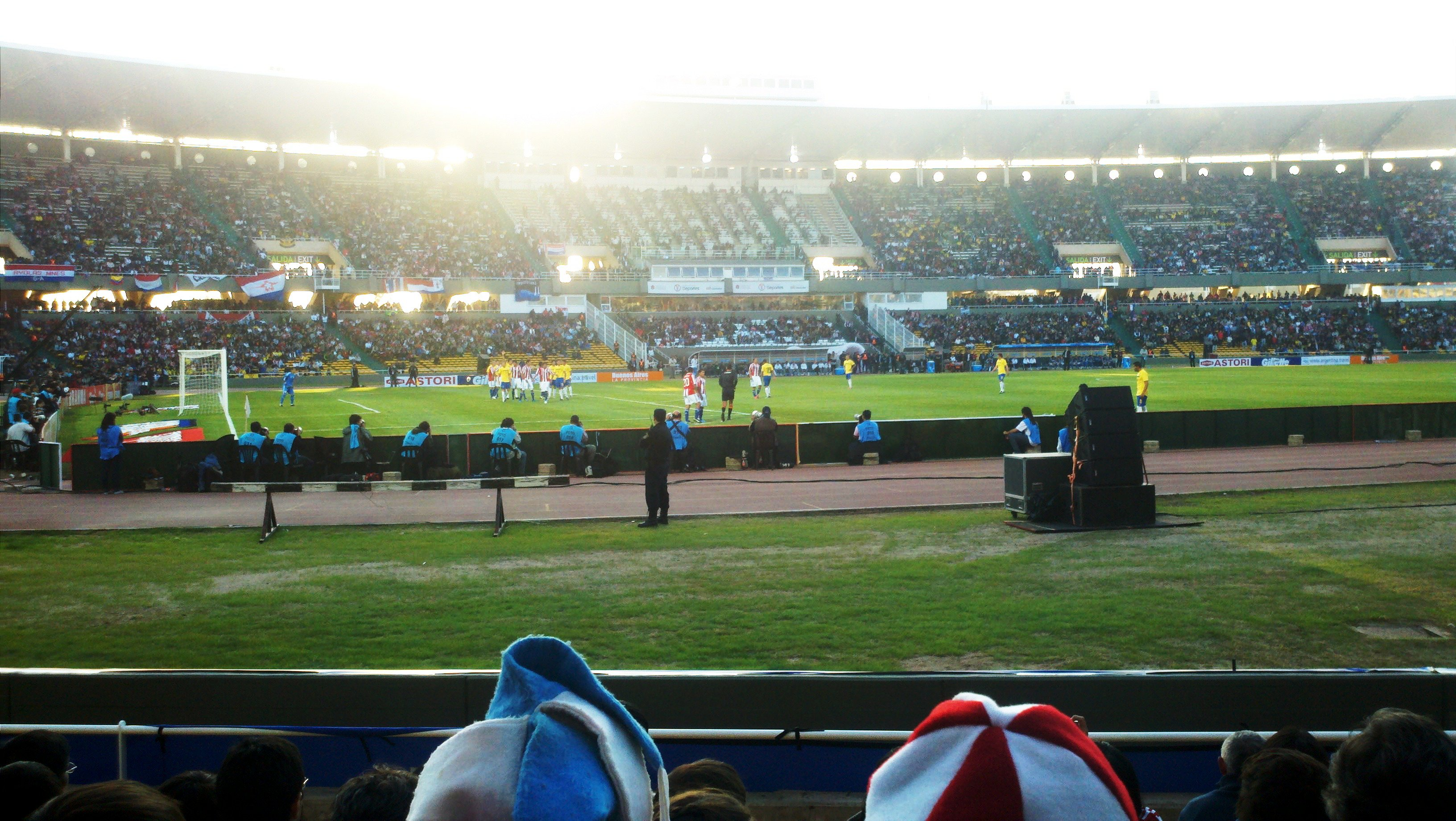
Spiel Brasilien gegen Paraguay bei der Copa América 2011